# اچ‌ام‌اس دیفاینس (۱۶۶۶)
اچ‌ام‌اس دیفاینس (۱۶۶۶) (به انگلیسی: HMS Defiance (1666)) یک کشتی بود که طول آن ۱۱۷ فوت (۳۶ متر) بود.